# ZAM-2

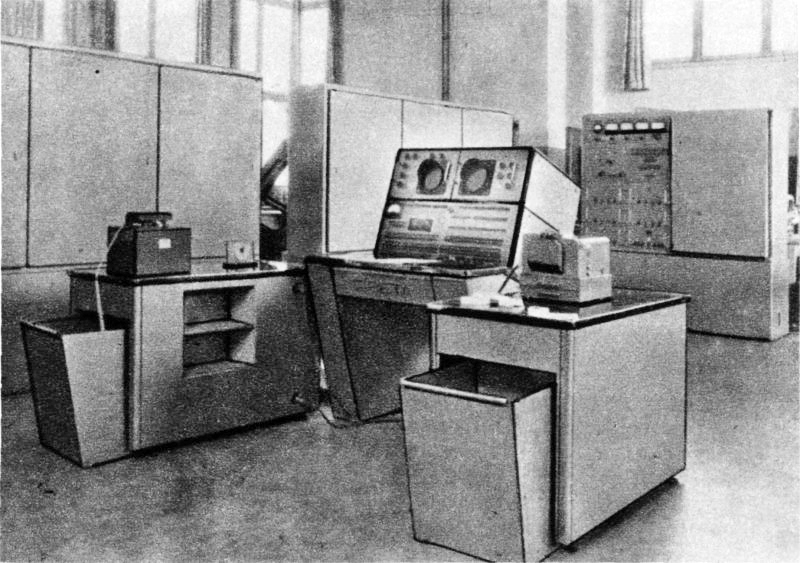
Na środku stolik operatora z pulpitem (monitorem),
po jego bokach czytnik i perforator taśmy,
pod ścianą dwie szafy jednostki centralnej,
z tyłu zasilająca.

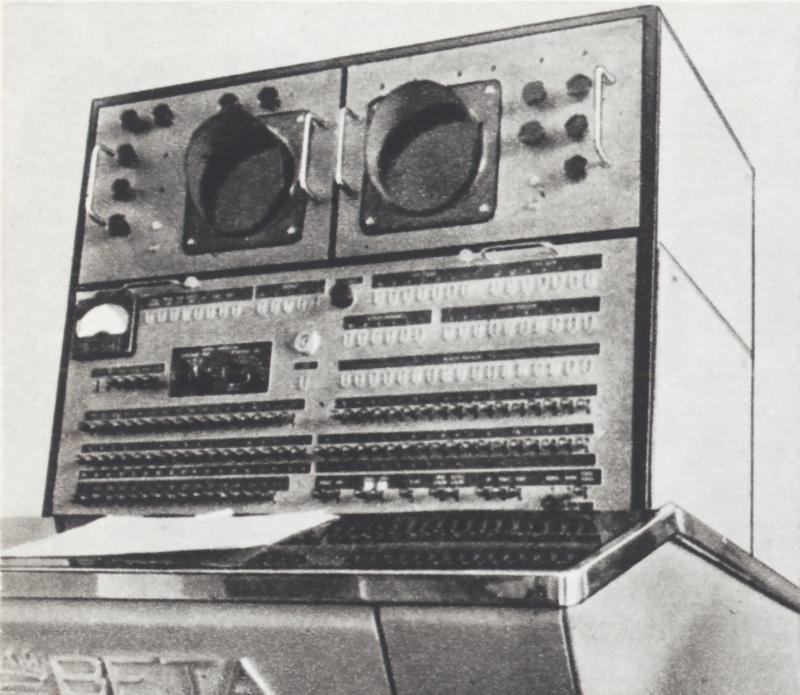
Pulpit komputera.

ZAM-2 – polski komputer pierwszej generacji zbudowany na lampach, wersja produkcyjna polskiego komputera XYZ. Przeznaczony przede wszystkim do obliczeń numerycznych był także używany do przetwarzania danych np. w Towarzystwie Ubezpieczeń i Reasekuracji WARTA, a w NRD współpracował z maszynami analitycznymi. Wyprodukowano 12 szt. w wersjach: Alfa, Beta i Gamma.
Twórcy ZAM-2 otrzymali w 1964 r. nagrodę państwową II stopnia.

## Zmiany w stosunku do XYZ
- dodanie rejestru indeksowego i uzupełnienie listy rozkazów
- zastąpienie pamięci rtęciowej magnetostrykcyjną
- podwojenie pojemności pamięci bębnowej
- użycie zamkniętych szaf zamiast stojaków centrali telefonicznej
- od wersji gamma zastąpienie przekaźnikowej macierzy przełączającej głowice pamięci bębnowej tranzystorową (zastosowana w pozostałych przy naprawach).

## Dane techniczne
- rodzina: ZAM
- organizacja:
  - jednoadresowy, dynamiczny komputer szeregowy o sterowaniu układowym
  - arytmetyka binarna, zapis liczb znak-moduł stałopozycyjny[4]
  - słowo maszynowe: 36 bitów (długie słowo) lub 18 bitów (krótkie słowo)
  - 18 bitowe liczby całkowite
  - 36 bitowe liczby ułamkowe
  - 18 bitowe słowo rozkazu zawierające pola:
    - 1 bitowy modyfikator rozkazu np. zmieniający długość operantu
    - 5 bitowy kod rozkazu
    - 12 bitowy adres

  - 32 rozkazy arytmetyczne, logiczne i sterownia; brak rozkazów zmiennoprzecinkowych i działań na znakach (lista rozkazów w opisie makroasemblera SAS)
- szybkość:
  - taktowanie: 405 kc (kilocykli, 405 kHz)
  - ok. 1000 dodawań na sekundę
  - ok. 300 mnożeń na sekundę
- pamięć:
  - operacyjna pamięć magnetostrykcyjna na liniach opóźniających
    - 1024 krótkich słów (2.25 KiB)
    - średni czas dostępu: 0,36 ms[5]

  - bębnowa
    - głowice stałe
    - pojemność 32 768 słów krótkich (128 ścieżek po 256 słów krótkich) - 72 KiB
    - średni czas dostępu zależny od wykonania macierzy przełączającej głowice:  
      - przekaźnikowa: 40 ms
      - tranzystorowa: 20 ms
- urządzenia zewnętrzne: 
  - dalekopis o szybkości 7 znaków na sekundę
  - fotoelektryczny czytnik pięciokanałowej taśmy o szybkości 300 znaków na sekundę
  - perforator pięciokanałowej taśmy o szybkości 30 znaków na sekundę
  - w NRD czytnik kart ELLIOTT-B 42 wymieniony następnie na reproducer kart[2]
- rozkazy: 32 rozkazy 18 bitowe
- rejestry:
  - arytmometru:
    - 36 bitowe na magnetostrykcyjnych liniach opóźniających
      - akumulator − 36 bity i bit nadmiaru
      - mnożnik − 36 bitów

    - rejestr pośredniczący
    - 1 bitowe
      - bit nadmiaru akumulatora
      - bit znaku akumulatora
      - bit znaku mnożnika

  - układu sterowania:
    - licznik rozkazów
    - rejestr rozkazów
    - licznik powtórzeń dla rozkazów mnożenia, dzielenia i przesunięć
    - bit modyfikacji rozkazów
- technologia: 
  - ok. 850 lamp elektronowych, 6000 ostrzowych[potrzebny przypis] diod germanowych i 500 tranzystorów[5]
  - w pamięci bębnowej tranzystory
  - pakiety montowane na płytkach tekstolitowych, montaż przestrzenny, lutowane połączenia między łączówkami.
- budowa (moduły):
  - dwie szafy o wymiarach 2300 × 2000 × 400 mm (arytmometr, pamięć wewnętrzna i układ sterowania)
  - stolik operatora
  - pamięć bębnowa
  - stolik urządzenia wejściowego
  - stolik urządzenia wyjściowego
  - zasilacz
- zajmowana przestrzeń: około 60 m²
- całkowita waga: około 1.8 ton[5]
- zasilanie: 3 fazy 380/220 V, 50 Hz, pobór mocy: około 12,5 KW
- chłodzenie: szafy i inne urządzenia posiadały wentylatory, a komputer nie wymagał klimatyzacji, jedynie szafa z pamięcią wewnętrzną posiadała wentylatory sterowne przez termostat (pamięć wewnętrzna wymagała stałej temperatury).

## Języki programowania
- SAS - makroasembler
- SAKO - autokod zwany "Polskim Fortranem".

## Produkcja
- Alfa — dwie sztuki w latach 1960—61 z pamięcią rtęciową wymienioną w czasie uruchamiania na magnetostrykcyjną. Sprzedane Oficerskiej Szkole Łączności w Zegrzu i Biurze Projektów Przemysłu Syntezy Chemicznej w Gliwicach.
- Beta — dwie sztuki w latach 1961—1962 z pamięcią magnetostrykcyjną.
- Gamma — osiem sztuk w latach 1962—1965, z czego 2 sztuki wyeksportowano do NRD[2]. W pamięci bębnowej zastosowano tranzystory.

## Eksploatacja
Opłata za 1 godz. pracy komputera w 1966 wynosiła 800 zł (ok. 433 zł w 2017 po inflacji)
Roczne wykorzystanie czasu pracy w ośrodku obliczeniowym „ETOPROJEKT”:
| Wykorzystanie        | Czas       | %    |
| -------------------- | ---------- | ---- |
| Efektywny czas pracy | 2631 h 5'  | 69,8 |
| Przeglądy techniczne | 495 h 30'  | 13,0 |
| Przestoje awaryjne   | 656 h 19'  | 17,2 |
| Razem                | 3782 h 55' | 100  |

- Najdłuższy czas bezawaryjnej pracy: 140 h.
- Najdłuższy czas awarii: 30 h.
- Najczęściej występowały awarie we/wy, ale były łatwe do usunięcia.
- Najbardziej kłopotliwe były błędy pamięci operacyjnej.
- Niezawodność poprawiło zastosowanie klimatyzacji.

## Literatura
- Konrad Fiałkowski "Maszyna cyfrowa ZAM-2" Wydawnictwa Naukowo-Techniczne,Warszawa 1963 r.